# Diospyros sintenisii
Diospyros sintenisii är en tvåhjärtbladig växtart som först beskrevs av Carl Karl Wilhelm Leopold Krug och Ignatz Urban, och fick sitt nu gällande namn av Paul Carpenter Standley. Diospyros sintenisii ingår i släktet Diospyros och familjen Ebenaceae. Inga underarter finns listade i Catalogue of Life.